# Henry Beaufort
Henry Beaufort, forma spolszczona Henryk Beaufort (ur. ok. 1374 w Beaufort-en-Vallée, zm. 11 kwietnia 1447 w Winchesterze) – angielski kardynał, trzykrotny lord kanclerz, główny organizator krucjaty przeciw Czechom.

## Życiorys
Urodził się około 1374 roku w Beaufort-en-Vallée, jako syn Jana z Gandawy i jego konkubiny Katarzyny Swinford. Studiował na Uniwersytecie Oksfordzkim, a po przyjęciu święceń kapłańskich został prebendarzem w katedrze w Sutton. 1 czerwca 1398 roku został mianowany biskupem Lincoln, a 14 lipca przyjął sakrę. Rok później został kanclerzem swojej macierzystej uczelni, a w 1403 – po raz pierwszy mianowano go lordem kanclerzem i pełnił tę funkcję przez rok. 19 listopada 1404 roku został przeniesiony do diecezji Winchesteru. W kolejnych lata był legatem w Królestwie Anglii i Irlandii oraz angielskim ambasadorem we Francji. W 1413 roku ponownie został lordem kanclerzem, a rok później negocjował pokój pomiędzy Anglią a Francją w czasie trwającej wojny stuletniej. Trzy lata później odbył pielgrzymkę do Ziemi Świętej, a następnie wziął udział w soborze konstancjańskim, gdzie stanął po stronie prymatu papieskiego. Król Henryk V Lancaster zabronił mu przyjęcia godności kardynalskiej, chcąc zatrzymać biskupa na dworze angielskim, a po jego śmierci w 1422 roku, Beaufort został opiekunem Henryka VI. W 1424 roku po raz trzeci pełnił funkcję Lorda Kanclerza. 24 maja 1426 roku został kreowany kardynałem prezbiterem i otrzymał kościół tytularny Sant’Eusebio.
Papież Marcin V mianował go legatem a latere w Królestwie Niemieckim, Węgierskim i w Czechach. Jako legat był głównym organizatorem najazdu niemieckich krzyżowców na Czechy, zakończonego klęską w bitwie pod Tachovem. W czasie swojej nieobecności, Onufry Lancaster zwiększył swoje wpływy w Radzie Regencyjnej. Kardynał był członkiem trybunału oskarżającego Joannę d’Arc w Rouen, widział jej egzekucję, a także koronował Henryka VI na króla Francji w Paryżu w 1431 roku. Na przełomie lat 30. i 40. XV wieku usiłował ponownie negocjować pokój pomiędzy Anglią a Francją, jednak bezskutecznie. W latach 40. pełnił także funkcję protoprezbitera. Zmarł 11 kwietnia 1447 roku w Winchesterze.
Miał nieślubną córkę Jane. W literaturze są rozbieżności, co do osoby matki. Wedle jednego stanowiska była nią Alice Fitzalan, ale istnieje pogląd odrzucający identyfikację i uznający matkę dziecka za nieznaną.
Jeden z bohaterów Henryka VI Szekspira.